# Emil Sandin
Emil Sandin, född 28 februari 1988, är en svensk ishockeyspelare, som sedan 2015 spelar i IK Pantern.